# Istebnianka
Istebnianka – potok na Słowacji, prawy dopływ rzeki Orawa. Cała jego zlewnia znajduje się w paśmie górskim Magura Orawska. Najwyżej położone źródła ma na południowych stokach wierzchołka Opálené znajdującego się w południowo-zachodnim grzbiecie Minčola. Spływa w południowym kierunku przez zalesione obszary Magury Orawskiej, następnie przez bezleśne i zabudowane tereny miejscowości Istebné, w której uchodzi do Orawy. Następuje to na wysokości około 460 m.
Głęboka dolina Istebnianki oddziela od siebie dwa grzbiety Magury Orawskiej. Po orograficznie prawej stronie jest to grzbiet Hrčova Kečka ze szczytami Sokolec, Štefkova, Lysica i Diel, po lewej grzbiet Opalenégo ze szczytami Mačkov, Močidla i Žiar. Dnem doliny potoku prowadzi z miejscowości Istebné droga, a nią znakowany szlak turystyczny. Na znacznej długości dnem doliny potoku biegnie także granica Parku Narodowego Mała Fatra, należą do niego prawe zbocza doliny Istebnianki.

## Szlak turystyczny
niebieski: Istebné –  Koniareň – Koliesko, vleky (dolna stacja wyciągu narciarskiego Kubínska hoľa)